# Ryōichi Kurisawa
Ryōichi Kurisawa (栗澤 僚一?, Kurisawa Ryōichi; Chiba, 5 settembre 1982) è un allenatore di calcio ed ex calciatore giapponese, di ruolo centrocampista.